# Jean Morel (martyr)
Pour les articles homonymes, voir Jean Morel et Morel.
Jean Morel, né au Teilleul en 1541 et mort le 27 février 1559 à Paris, est un martyr protestant français.

## Biographie
Issu d’une famille de condition très moyenne, le jeune Morel était le frère cadet du célèbre imprimeur Guillaume Morel, qui dissimula prudemment son penchant pour la Réforme.
Il travailla d’abord comme apprenti typographe dans l’atelier de l’imprimeur du roi pour le grec, avant de trouver le moyen de satisfaire son intense désir de s’instruire en se faisant, comme La Ramée, le domestique d’autres écoliers. Détourné du catholicisme par la vie licencieuse des prêtres et attiré vers le protestantisme par le courage de ses martyrs, il finit par embrasser les opinions nouvelles et partit pour Genève. N’ayant pu trouver à s’y employer, il n’y resta que huit jours.
De retour à Paris, il entra au service d’Antoine de Chandieu, avec qui il fut arrêté et conduit dans les prisons du Châtelet. Les prières et les remontrances de son frère ébranlèrent un instant sa constance. Sans renier positivement sa foi, il dissimula en présence du juge, et consentit même à signer une abjuration de ses erreurs, espérant mettre sa conscience en repos à l’aide de réserves mentales. Le juge criminel du Châtelet se contenta donc de le renvoyer devant l’official.
Croyant trouver la paix en simulant, Morel s’aperçut qu’il s’était trompé. Le récit des nombreux interrogatoires qu’on lui fit subir pendant une détention de plusieurs mois qu’il a composé dans sa prison pour l’instruction et l’édification de ses frères donne le détail du calvaire qu’il eut à endurer : « Or voici devant Dieu, je ne mens point : incontinent que j’eus signé mes blasphèmes de ma main, mon signe me fut comme le chant du coq à S. Pierre. Car incontinent que je fus ramené en mon cachot, ma conscience commença à m’accuser, si que je ne savoy faire autre chose, sinon pleurer et lamenter mon péché. »
La première résolution de Morel fut de refuser de reconnaître la juridiction de l’official et d’en appeler au Parlement. Il fut donc transféré à la Conciergerie, où il trouva d’autres protestants qui relevèrent son courage et raffermirent sa foi encore chancelante ; aussi, lorsqu’il comparut devant la cour, toute trace de crainte ou d’hésitation avait disparu. Touché peut-être de sa jeunesse, et bien certainement étonné de la fermeté et de la conscience d’un adolescent, qui conservait assez de sang-froid et de présence d’esprit, en face de la mort, pour embarrasser ses juges par ses réponses toutes empreintes d’une profonde connaissance de la Bible et des Pères, le Parlement se borna à rejeter son appel.
Le jeune martyr comparut, le 19 décembre devant l’official qui, par sentence du 16 février 1559, le déclara hérétique, le retrancha de l’Église et l’abandonna au bras séculier. Reconduit à la Conciergerie, presque mourant, tant il avait été torturé dans les prisons de l’évêque, et vraisemblablement empoisonné, Morel dut encore subir un interrogatoire devant l’inquisiteur de la foi, et jamais « il ne combattit plus vaillamment. »
Lorsque Morel succomba aux suites de ses tortures, trois ou quatre jours plus tard, son corps fut porté en terre, selon la coutume des prisons mais, dès le lendemain, sur le réquisitoire du procureur général, son cadavre fut exhumé et trainé dans un tombereau jusqu’au parvis Notre-Dame, où il fut réduit en cendres, le 27 février. 
Les ouvrages de Jean Morely lui ont été attribués par erreur. Le seul écrit sorti de sa plume est le compte-rendu de ses interrogatoires, qui a été imprimé dans le Martyrologe de Crespin.